# Her One Redeeming Feature
Her One Redeeming Feature è un cortometraggio muto del 1915 diretto da Warwick Buckland.

## Trama
Una giovane ladra droga un ricco signore per derubarlo. Si pente, però, quando scopre che sua madre sta per morire.

## Produzione
Il film fu prodotto dalla Michaelson Productions e dalla Venus Films Productions.

## Distribuzione
Distribuito dalla Davison Film Sales Agency (DFSA), il film - un cortometraggio di 239 metri - uscì nelle sale cinematografiche britanniche nel luglio 1915.